# Július Hudáček
Július Hudáček (* 9. srpna 1988, Spišská Nová Ves, Československo) je slovenský hokejový brankář. Jeho bratr Libor Hudáček je slovenský hokejový útočník.

## Klubový hokej
Odehrál několik sezón v mateřském klubu HK Spišská Nová Ves, později chytal v Popradu a poté opět v mateřském klubu. V sezóně 2006/07 přešel do HK VSR SR 20, ke mladíkům do 20 let. O rok později reprezentoval Slovensko na Mistrovství světa hráčů do 20 let, které se konalo v Pardubicích a v Liberci v České republice. Slovensko zde obsadilo 12. místo.
Umístil se zde na 2. místě v úspěšnosti zákroků. V úvodu sezóny 2008/09 přestoupil po MS do 20 let do HC Košice, kterému významnou měrou pomohl k pořadí čtvrtému titulu ve slovenské extralize, když ve finále s Skalicou vychytal slovenskou hokejovou hvězdu celé slovenské extraligy a Skalice Žigmunda Pálffyho, ve třech nájezdech a tak Košice vyhrály v sérii 4:2 na zápasy. V sezóně 2013/2014 byl hráčem HC ČSOB Pojišťovna Pardubice, kde hrál s číslem dresu 33. Své působení zde ukončil a v roce 2014 přestoupil do Švédského klubu Örebro HK.

### Klubové statistiky
| Sezóna  | Klub                    | Liga                      | Základní část | Základní část | Základní část | Základní část | Základní část | Základní část | Základní část | Play-off | Play-off | Play-off | Play-off | Play-off | Play-off | Play-off |
| Sezóna  | Klub                    | Liga                      | Z             | Min           | GA            | %             | G/Z           | TM            | SO            | Z        | Min      | GA       | %        | G/Z      | TM       | SO       |
| ------- | ----------------------- | ------------------------- | ------------- | ------------- | ------------- | ------------- | ------------- | ------------- | ------------- | -------- | -------- | -------- | -------- | -------- | -------- | -------- |
| 2003/04 | HK Spišská Nová Ves     | Extraliga U18(SVK)        | 22            | -             | -             | -             | -             | -             | -             |          |          |          |          |          |          |          |
| 2004/05 | HK SKP PS Poprad        | Extraliga U18(SVK)        | 23            | -             | -             | -             | 3,33          | 4             | .895          | 2        | -        | -        | -        | 6.73     | 0        |          |
|         | HK VTJ Spisská Nová Ves | 1. liga (SVK)             | 0             | 0             | 0             | 0             | 0,00          | 0             | 0             |          |          |          |          |          |          |          |
| 2005/06 | HK VTJ Spisská Nová Ves | Extraliga U18(SVK)        | 39            | -             | -             | -             | 2,27          | 4             | .928          | 3        | -        | -        | -        | 2,02     | 0        | .929     |
|         | HK VTJ Spisská Nová Ves | Extraliga U20(SVK)        | 5             | 175:34        | 15            | 84.21         | 5,43          | 0             | .842          |          |          |          |          |          |          |          |
| 2006/07 | HK VTJ Spisská Nová Ves | Extraliga U20(SVK)        | 41            | 2231:34       | 82            | -             | 2,20          | 6             | 5             | 6        | 258:40   | 12       | -        | 1,95     | 2        | 1        |
| 2007/08 | HK VSR SR 20            | SE (SVK)                  | 20            | 1067:22       | 79            | 88.24         | 4,44          | 0             | 0             | *        | *        | *        | *        | *        | *        | *        |
| 2008/09 | HC Košice               | SE (SVK)                  | 22            | 1250:02       | 50            | -             | 2,40          | 0             | 0             | 8        | 451:57   | 12       | 94,69    | 1,5      | 2        | 1        |
| 2009/10 | HC Košice               | SE (SVK)                  | 27            | 1588          | 60            | 93,35         | 2,27          | 12            | 4             | 16       | 979      | 32       | 93,63    | 1,96     | 0        | 1        |
| 2010/11 | HC Košice               | SE (SVK)                  | 45            | 2753          | 82            | 93,61         | 1,79          | 24            | 6             | 14       | 865      | 18       | 95,01    | 1,25     | 4        | 4        |
| 2011/12 | Södertälje SK           | Svenska hockeyligan (SWE) | 43            | 2442          | 85            | 92,60         | 2,09          | 0             | 7             |          |          |          |          |          |          |          |
| 2012/13 | Frölunda Indians        | Svenska hockeyligan (SWE) | 48            | 2894          | 94            | 92,74         | 1,95          | 0             | 5             | 6        | 388      | 15       | 92,02    | 2,32     | 0        |          |

## Reprezentace
Ve slovenské reprezentaci odchytal zápasy za hráče do 20 let.
| Turnaj       | Místo konání                             | Z | G | A | B | Umístění  | Soupisky         |
| ------------ | ---------------------------------------- | - | - | - | - | --------- | ---------------- |
| MS 2017      | Německo Francie (Kolín nad Rýnem, Paříž) |   |   |   |   | 14. místo | Soupiska MS 2017 |
| MS 2021      | Lotyšsko (Riga)                          |   |   |   |   | 8. místo  | Soupiska MS 2021 |
| Celkem na MS |                                          | 7 | 0 | 0 | 0 |           |                  |